# Caisse d'Epargne/2010
Deze pagina geeft een overzicht van de Caisse d'Epargne wielerploeg in  2010.

## Renners
| Naam                       | Geboortedatum | Nationaliteit | Ploeg 2009      |
| -------------------------- | ------------- | ------------- | --------------- |
| Andrey Amador              | 29-08-1986    | Costa Rica    |                 |
| David Arroyo               | 07-01-1980    | Spanje        |                 |
| Marzio Bruseghin           | 15-06-1974    | Italië        | Lampre-N.G.C.   |
| Juan José Cobo             | 11-02-1981    | Spanje        | Fuji-Servetto   |
| Rui Costa                  | 05-10-1986    | Portugal      |                 |
| Arnaud Coyot               | 06-10-1980    | Frankrijk     |                 |
| Mathieu Drujon             | 01-02-1983    | Frankrijk     |                 |
| Imanol Erviti              | 15-18-1983    | Spanje        |                 |
| José Vicente García Acosta | 04-08-1972    | Spanje        |                 |
| José Iván Gutiérrez        | 27-11-1978    | Spanje        |                 |
| Arnold Jeannesson          | 15-01-1986    | Frankrijk     |                 |
| Vasil Kiryjenka            | 28-06-1981    | Wit-Rusland   |                 |
| Pablo Lastras              | 20-01-1976    | Spanje        |                 |
| David López García         | 13-05-1981    | Spanje        |                 |
| Alberto Losada             | 28-02-1982    | Spanje        |                 |
| Angel Madrazo              | 30-07-1988    | Spanje        |                 |
| Christophe Moreau          | 12-04-1971    | Frankrijk     | Agritubel       |
| Luis Pasamontes            | 02-10-1979    | Spanje        |                 |
| Francisco Pérez Sánchez    | 22-07-1978    | Spanje        |                 |
| Mathieu Perget             | 18-09-1984    | Frankrijk     |                 |
| Rubén Plaza                | 29-02-1980    | Spanje        | Liberty Seguros |
| José Joaquín Rojas         | 08-08-1985    | Spanje        |                 |
| Luis León Sánchez          | 24-11-1983    | Spanje        |                 |
| Mauricio Soler             | 14-01-1983    | Colombia      | Team Barloworld |
| Rigoberto Urán             | 26-01-1987    | Colombia      |                 |
| Alejandro Valverde         | 25-04-1980    | Spanje        |                 |
| Xabier Zandio              | 17-03-1977    | Spanje        |                 |

## Overwinningen
| Tour Down Under 5e etappe: Luis León Sánchez Trofeo Deià Winnaar: Rui Alberto Costa Fario Ronde van de Algarve 5e etappe: Luis León Sánchez Ronde van de Sarthe 1e etappe: Luis León Sánchez Eindklassement: Luis León Sánchez | Ronde van Zwitserland 8e etappe: Rui Alberto Costa Fario Clásica San Sebastián Winnaar: Luis León Sánchez Ronde van Spanje 9e etappe: David López García 10e etappe: Imanol Erviti |  |

Mannen: 2003 · 2004 · 2005 · 2006 · 2007 · 2008 · 2009 · 2010 · 2011 · 2012 · 2013 · 2014 · 2015 · 2016 · 2017 · 2018 · 2019 · 2020 · 2021 · 2022 · 2023 · 2024 · 2025
Vrouwen: 2018 · 2019 · 2020 · 2021 · 2022 · 2023 · 2024
AG2R-La Mondiale · Astana · Caisse d'Epargne · Euskaltel-Euskadi · Footon-Servetto-Fuji · Française des Jeux · Team Garmin-Transitions · Team HTC-Columbia · Katjoesja · Lampre-Farnese Vini · Liquigas-Doimo · Team Milram · Omega Pharma-Lotto · Quick·Step · Rabobank · Team RadioShack · Team Saxo Bank · Team Sky